# Asura owgarra
Asura owgarra là một loài bướm đêm thuộc phân họ Arctiinae, họ Erebidae.